# کارل بروکنر
کارل بروکنر (انگلیسی: Karel Brückner؛ زادهٔ ۱۳ نوامبر ۱۹۳۹) یک بازیکن فوتبال اهل چکسلواکی است.

## باشگاهی
از باشگاه‌هایی که در آن بازی کرده‌است می‌توان به باشگاه فوتبال سیگما اولوموتس و باشگاه فوتبال بانیک استراوا اشاره کرد.